# Chicago Marathon 2004
De Chicago Marathon 2004 (ook wel LaSalle Bank Chicago) vond plaats op 10 oktober 2004. 
De wedstrijd werd gewonnen bij de mannen door Evans Rutto in 2:06.16. Hij won hiermee $ 180.000 aan prijzengeld. Bij de vrouwen ging de Roemeense Constantina Dita met de hoogste eer strijken en won de wedstrijd in 2:23.44. Ze ontving voor haar prestatie $ 135.000 aan prijzengeld.

## Uitslagen

### Mannen
| rang   | naam                      | land | tijd    |
| ------ | ------------------------- | ---- | ------- |
| Goud   | Evans Rutto               | KEN  | 2:06.16 |
| Zilver | Daniel Njenga             | KEN  | 2:07.44 |
| Brons  | Toshinari Takaoka         | JPN  | 2:07.50 |
| 4      | Jimmy Muindi              | KEN  | 2:08.27 |
| 5      | Khalid Khannouchi         | USA  | 2:08.44 |
| 6      | Marilson dos Santos       | BRA  | 2:08.48 |
| 7      | Stephen Kiogora           | KEN  | 2:09.21 |
| 8      | Scott Westcott            | AUS  | 2:13.08 |
| 9      | Benjamin Maiyo            | KEN  | 2:13.17 |
| 10     | Paul Koech                | KEN  | 2:13.20 |
| 11     | Brian Sell                | USA  | 2:13.22 |
| 12     | Cheruiyot Robert Kipkoech | KEN  | 2:14.23 |
| 13     | Martin Dent               | USA  | 2:15.34 |
| 14     | Wilson Chepkwong          | KEN  | 2:16.07 |
| 15     | Clint Verran              | USA  | 2:17.27 |

### Vrouwen
| rang   | naam                     | land | tijd    |
| ------ | ------------------------ | ---- | ------- |
| Goud   | Constantina Diță-Tomescu | ROU  | 2:23.44 |
| Zilver | Nuta Olaru               | ROU  | 2:24.33 |
| Brons  | Svetlana Zacharova       | RUS  | 2:25.01 |
| 4      | Joyce Chepchumba         | KEN  | 2:26.21 |
| 5      | Albina Ivanova           | RUS  | 2:28.22 |
| 6      | Shitaye Gemechu          | ETH  | 2:28.28 |
| 7      | Marla Runyan             | USA  | 2:28.33 |
| 8      | Derartu Tulu             | ETH  | 2:30.21 |
| 9      | Blake Russel             | USA  | 2:32.04 |
| 10     | Jenny Spangler           | USA  | 2:33.36 |
| 11     | Malgorzata Sobanska      | POL  | 2:35.24 |
| 12     | Nicole Stevenson         | CAN  | 2:39.12 |
| 13     | Yasuko Hashimoto         | JPN  | 2:40.32 |
| 14     | Willette Page            | USA  | 2:45.14 |
| 15     | Rachel Moritz            | USA  | 2:46.30 |

1977 ·
1978 ·
1979 ·
1980 ·
1981 ·
1982 ·
1983 ·
1984 ·
1985 ·
1986 ·
1987 ·
1988 ·
1989 ·
1990 ·
1991 ·
1992 ·
1993 ·
1994 ·
1995 ·
1996 ·
1997 ·
1998 ·
1999 ·
2000 ·
2001 ·
2002 ·
2003 ·
2004 ·
2005 ·
2006 ·
2007 ·
2008 ·
2009 ·
2010 ·
2011 ·
2012 ·
2013 · 
2014 · 
2015 · 
2016 · 
2017 · 
2018 · 
2019 · 
2021 · 
2022 · 
2023